# Тразімунд I Сполетський
Тразімунд I або Транзамунд l († 703), граф Капуанський, а пізніше герцог Сполетський, вірний союзник короля лангобардів Грімоальда I.
Тразімунд допоміг Грімоальду, який на той час був герцогом Беневентським, захопити владу у королівстві лангобардів. Вдячний Грімоальд I видав за нього свою дочку та надав у правління герцогство Сполетське.